# Cassi van den Dungen
Cassandra Jade "Cassi" van den Dungen (19 de mayo de 1992) es una modelo australiana, más conocida por ser finalista en el quinto ciclo del reality Australia's Next Top Model.

## Primeros años
Van Den Dungen se crio en el pueblo de Sunbury, en Victoria, Australia. En entrevistas con la prensa, ella ha descrito a Sunbury como un «gueto», lo que causó controversia y frustración entre los residentes de Sunbury y el Alcalde del Consejo de la Ciudad, Jack Ogilvie, causando que la llamara una «niñita muy tonta e inmadura».

## Australia's Next Top Model
Van Den Dungen ganó un lugar como una de los trece finalistas del quinto ciclo de Australia's Next Top Model en 2009. De inmediato causó controversia en el programa y se convirtió en el centro de atención de los medios. A pesar de toda la atención, Van Den Dungen comenzó el espectáculo con un carácter muy fuerte, recibió la mejor foto para la primera semana (pero la llamaron para el segundo lugar, porque su compañera Franky recibió inmunidad de la eliminación), la segunda mejor foto para la segunda semana, y la tercera mejor foto de la tercera semana.